# Dreptu
Dreptu – wieś w Rumunii, w okręgu Neamț, w gminie Poiana Teiului. W 2011 roku liczyła 553 mieszkańców.